# Île d'Arun
L’île d’Arun est un îlot situé au confluent de l’Aulne et de la rivière du Faou, au fond de la rade de Brest, dans le Finistère, sur le territoire de la commune de Rosnoën. Point culminant : 11 m (NGF-IGN69).

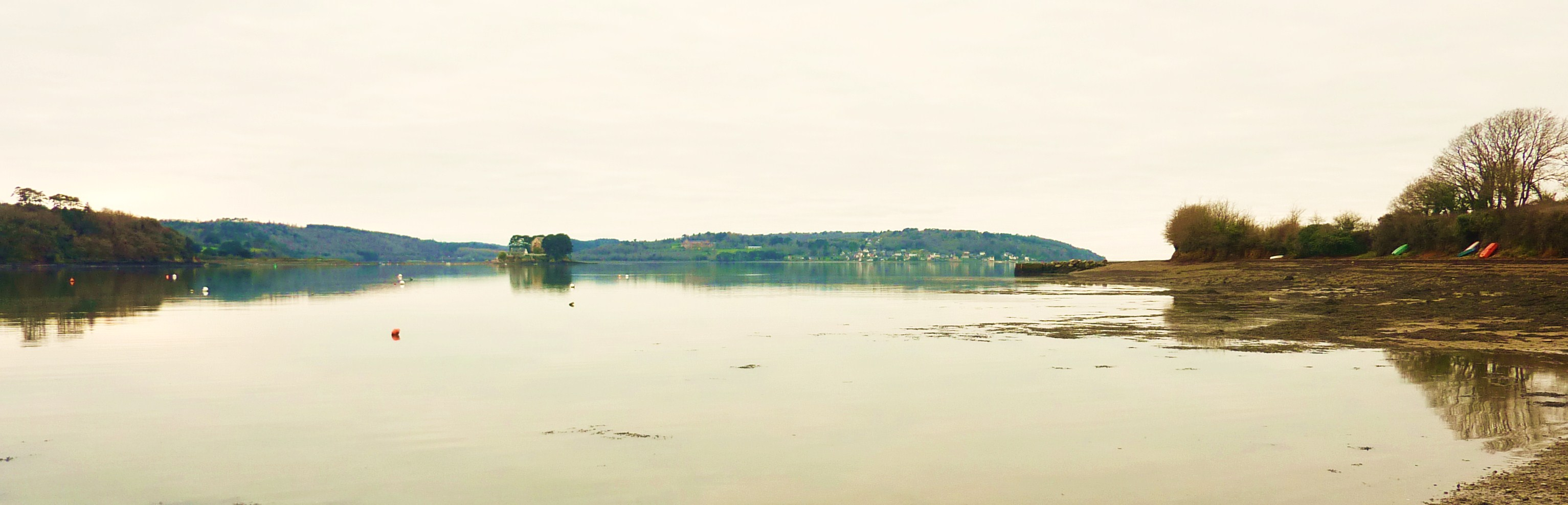
La rivière du Faou, l'île d'Arun et Landévennec vus de la cale de Lanvoy (commune d'Hanvec).

Accessible par voie terrestre, elle comprend les vestiges d’une poudrière qui servait de relais lors des transports de poudre entre la poudrerie de Pont-de-Buis et l'arsenal de Brest.

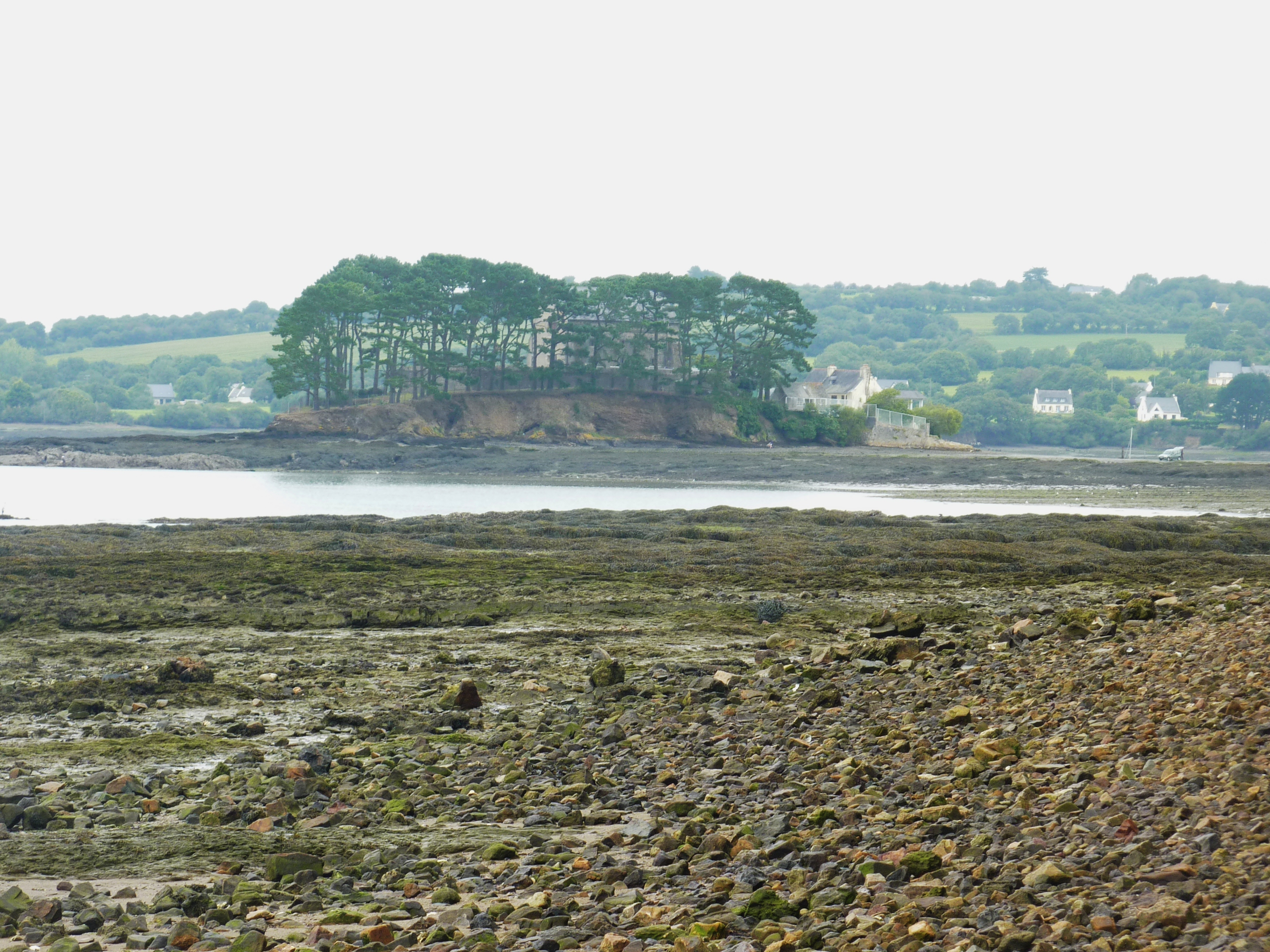
L'île d'Arun vue de la grève du Seillou.
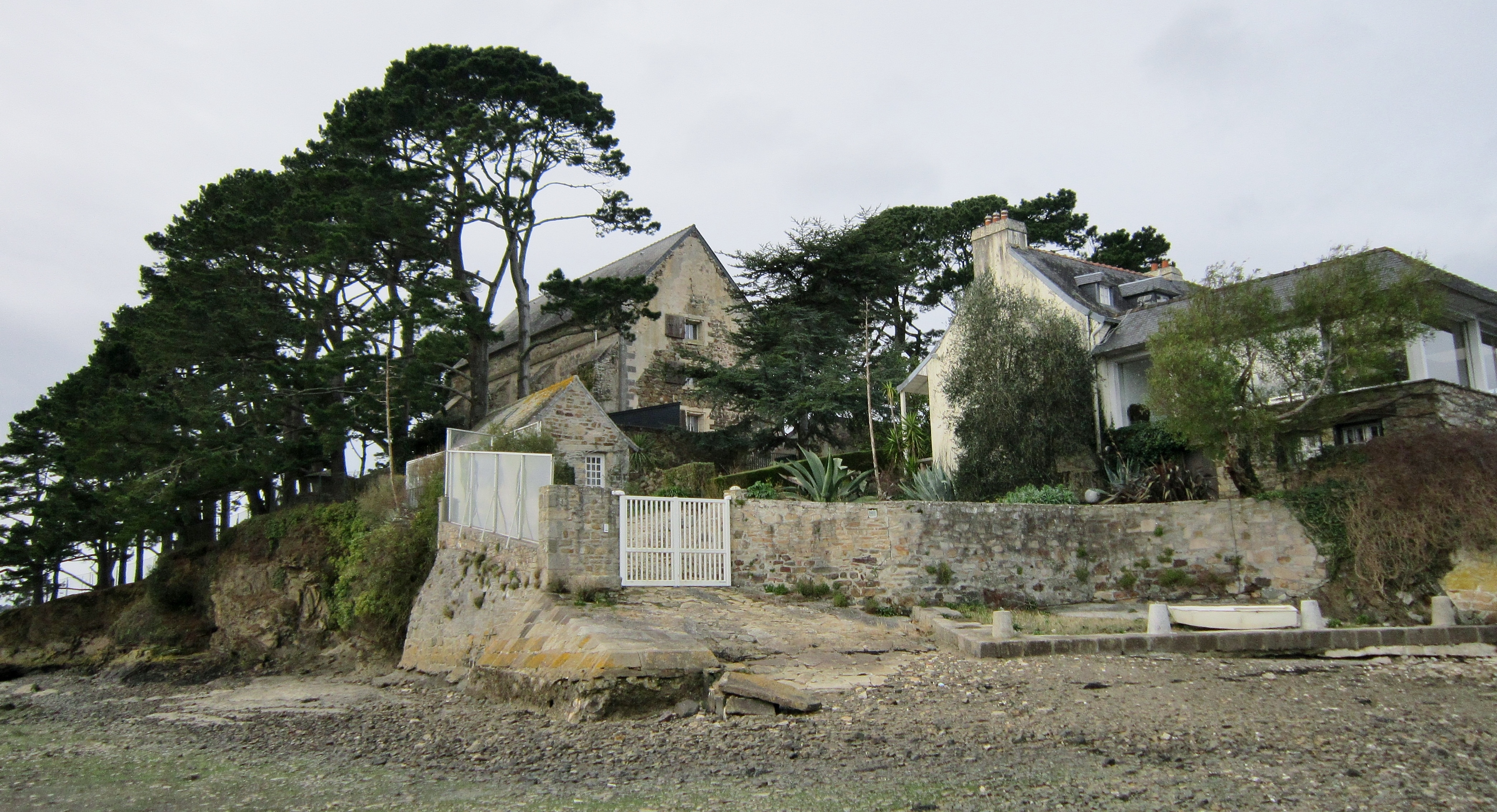
L'entrée et les maisons de l'île d'Arun (île privée).
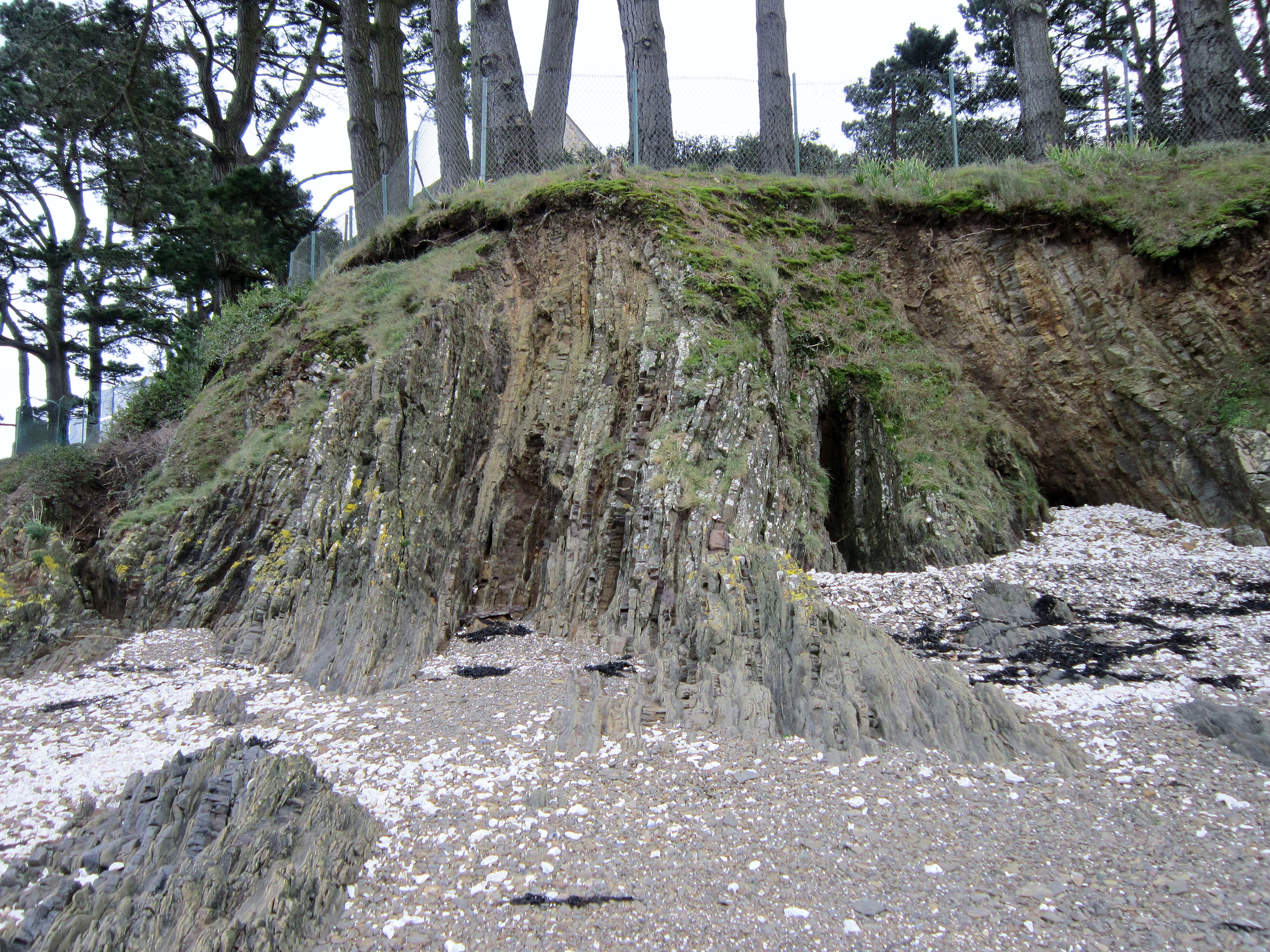
Falaise de la rive sud de l'île d'Arun montrant des roches plissées verticalement.